# Claudio Martelli
Claudio Martelli (n. 24 septembrie 1943 în Gessate, Provincia Milan) este un politician  italian, fost membru al Parlamentului European în perioada 1999 - 2004 din partea Italiei. 
| Predecesor: Giuliano Vassalli | Ministrul justiției 1991 - 1993 | Succesor: Giovanni Conso |

1. 1 2  Deputații în Parlamentul European